# Ostiglia
Bản mẫu:Otheruses3
Ostiglia là một đô thị tại tỉnh Mantova trong vùng Lombardia của Italia, có vị trí cách khoảng 160 km về phía đông nam của Milano và khoảng 30 km về phía đông nam của Mantova. Tại thời điểm ngày 31 tháng 12 năm 2004, đô thị này có dân số 7.074 người và diện tích là 39,7 km².
Đô thị Ostiglia có các frazioni (các đơn vị trực thuộc, chủ yếu là các làng) Calandre, Correggioli, Comuna Bellis, Comuna Santuario, và Ponte Molino.
Ostiglia giáp các đô thị: Borgofranco sul Po, Casaleone, Cerea, Gazzo Veronese, Melara, Revere, Serravalle a Po.